# Stor rörbock
Stor rörbock (Redunca arundinum) är ett slidhornsdjur i släktet rörbockar som förekommer i Afrika.

## Kännetecken
Arten är med en mankhöjd mellan 65 och 105 cm en medelstor antilop. Kroppslängden varierar från 120 till 160 cm och vikten går upp till 95 kg. Pälsens färg på ovansidan är brun till gråbrun och undersidan är vitaktig. En liknande färgsättning har även den korta yviga svansen. På framsidan av de främre extremiteterna finns en lodrätt svart strimma. Bara hannar bär framåt böjda horn med en struktur som påminner om sammanklistrade ringar. Hornens längd går upp till 46 cm.
Vid ljumsken på insidan av bakbenen förekommer en körtel som är gömd i ett säckformigt organ. Körtelns funktion är inte känd.

## Utbredning och habitat
Stor rörbock lever i södra Afrika från Gabon och Tanzania till östra Sydafrika. Habitatet utgörs av våta savanner och liknande gräsmarker. I Drakensberg förekommer arten upp till 2 000 meter över havet. På grund av djurets höga krav på utbredningsområdet förekommer flera från varandra skilda populationer.

## Levnadssätt
Aktiviteten är beroende på region och årstid. Honor har ett revir på omkring 125 hektar och hannarnas revir är ungefär 75 hektar. Vanligen överlappar reviren varandra men äldre hannar försvarar sitt territorium ofta mot artfränder av samma kön. Under torrperioden förekommer även lösa flockar med upp till 20 individer.
Födan utgörs av gräs och vass.
Efter dräktigheten som varar i cirka 7,5 månader föder honan vanligen ett enda ungdjur mellan december och maj. Ungen ligger vanligen två månader ensam i ett gömställe och får bara di en gång om dagen. Under andra levnadsåret blir ungarna könsmogna. Livslängden går upp till 10 år.

## Hot
Artens naturliga fiender utgörs av stora rovdjur samt av pytonormar och krokodiler.
Stor rörbock jagas för köttets och för nöjes skull. Dessutom hotas den i viss mån av habitatförlust. Hela beståndet bedöms som säkrat och arten listas av IUCN som livskraftig (least concern).